# Vítor Constâncio

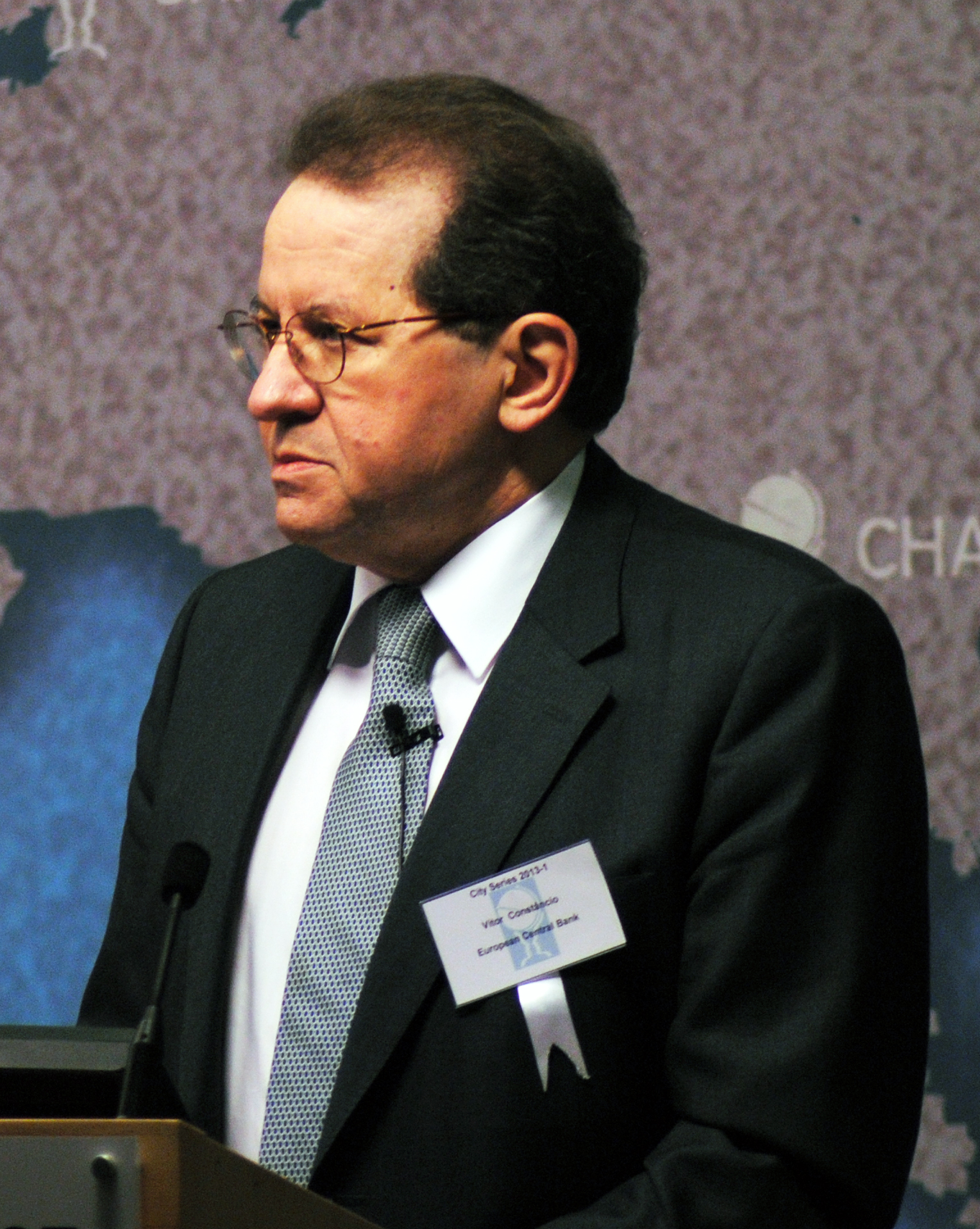
Vítor Constâncio

Vítor Manuel Ribeiro Constâncio, GCC, GCIH (Lissabon, 12 oktober 1943) is een Portugese econoom en politicus van de Partido Socialista. Sinds 1 juni 2010 is hij vicevoorzitter van de Europese Centrale Bank. Constâncio studeerde economie aan de Universidade Técnica de Lisboa.
Hij is de opvolger van Loukas Papadimos.
- Gemeinsame Normdatei: 1180789326
- International Standard Name Identifier: 0000 0000 6755 8392
- Library of Congress Control Number: n87927672
- Système universitaire de documentation: 244915199
- Virtual International Authority File: 63079654
- WorldCat: E39PBJqBr47PfQf77GB6XvkRrq